# 法斯蒂夫齊
51°2′22″N 32°34′38″E / 51.03944°N 32.57722°E
法斯蒂夫齊（烏克蘭語：Фастівці），是烏克蘭北部切爾尼戈夫州尼任區巴赫马奇市镇的村落。面積3.68平方公里，海拔高度137米，2006年人口1,033，人口密度每平方公里28.1人。